# Microiulus cernagoranus
Microiulus cernagoranus är en mångfotingart som beskrevs av Carl Graf Attems 1927. Microiulus cernagoranus ingår i släktet Microiulus och familjen kejsardubbelfotingar. Inga underarter finns listade i Catalogue of Life.